# Stanton-on-the-Wolds
Stanton-on-the-Wolds is een civil parish in het bestuurlijke gebied Rushcliffe, in het Engelse graafschap Nottinghamshire. In 2001 telde het dorp 404 inwoners.